# Sessai Chōrō
Sessai Chōrō (雪斎長老?; ... – 1557), conosciuto anche come Sessai Taigen, fu uno yamabushi giapponese del periodo Sengoku.

## Biografia
Figlio di Imagawa Yoshitada  e zio di Imagawa Yoshimoto. Fu un monaco buddhista che aveva prestato servizio come abate del santuario di Myōshinji a Kyoto prima di tornare nella provincia di Suruga e occupare la posizione di abate del santuario di Rinzai-ji.
Sessai servì come consigliere militare e comandante delle forze Imagawa nonostante la mancanza di qualsiasi addestramento o esperienza in battaglia. Aiutò suo nipote nel consolidare i territori del clan Imagawa e attraverso le sue numerose manovre politiche riuscirono ad avere il controllo della famiglia Matsudaira. Nel 1548 si assicurò il giovane Tokugawa Ieyasu (un membro della famiglia Matsudaira) come ostaggio. Gli Imagawa entrarono in conflitto con il clan Oda, e Sessai aiutò a sconfiggerli nella battaglia di Azukizaka (1548).
Nel 1554 mediò un incontro tra i clan Imagawa, Takeda e gli Hōjō durante il quale venne stipulata un'alleanza che permise a Yoshimoto di concentrarsi contro il clan Oda.
Sessai morì nel 1557 a causa di complicazioni della gotta.